# 室管膜下区
室管膜下区（英語：subependymal zone，SEZ ）是大脑侧脑室中室管膜下方的细胞层，由胚胎前脑生发区发育而来。该区域含有神经上皮细胞，能通过神经发生发生和神经胶质发生分化为神经元和神经胶质细胞。
剑桥大学的Ilias Kazanis将室管膜下区比作一颗跳动的心脏，它“持续不断地向大脑不同区域输送新细胞，将神经元送到嗅球，将神经胶质细胞送到皮层和胼胝体”。 
该区域可能受结节性硬化症患者并发的室管膜下巨细胞星形细胞瘤影响。